# Liste des édifices labellisés « Patrimoine du XXe siècle » de Paris
Cet article recense les monuments historiques protégé au titre du Patrimoine du XXe siècle du département du Paris, en France,.

## Statistiques
Au 31 décembre 2010, Paris compte 80 immeubles protégés du patrimoine du XXe siècle.

## Liste
Cette liste n'est pas exhaustive.
| Monument                                              | Commune                     | Adresse                                                  | Coordonnées                      | Notice         | Protection        | Date      | Illustration                                          |
| ----------------------------------------------------- | --------------------------- | -------------------------------------------------------- | -------------------------------- | -------------- | ----------------- | --------- | ----------------------------------------------------- |
| Crémerie                                              | 1er arrondissement de Paris | 25 rue Danielle-Casanova                                 | 48° 52′ 05″ nord, 2° 19′ 53″ est | « PA00085793 » | Inscrit MH (1984) | 1984      | Crémerie                                              |
| Semeuse de Paris                                      | 1er arrondissement de Paris | 16 rue du Louvre Rue Bailleul                            | 48° 51′ 41″ nord, 2° 20′ 28″ est | « PA75010012 » | Inscrit MH (2000) | 2000      | Semeuse de Paris                                      |
| Ancien ministère de la marine marchande               | 7e arrondissement de Paris  | 3 place de Fontenoy                                      | 48° 51′ 03″ nord, 2° 18′ 29″ est | « PA75070005 » | Inscrit MH (2013) | 2013      | Ancien ministère de la marine marchande               |
| Chapelle Notre-Dame-du-Bon-Conseil de Paris           | 7e arrondissement de Paris  | 6 rue Albert-de-Lapparent                                | 48° 50′ 55″ nord, 2° 18′ 30″ est | « EA75000001 » |                   | 2011      | Image manquante Téléverser                            |
| Immeuble Lavirotte                                    | 7e arrondissement de Paris  | 29 avenue Rapp                                           | 48° 51′ 33″ nord, 2° 18′ 03″ est | « PA00088782 » | Inscrit           | 1964 2015 | Immeuble Lavirotte                                    |
| Lycée Jules-Ferry                                     | 9e arrondissement de Paris  | 77 boulevard de Clichy 62-66 rue de Douai                | 48° 53′ 03″ nord, 2° 19′ 48″ est | « PA75090008 » | Inscrit           | 2016      | Lycée Jules-Ferry                                     |
| Temple protestant du Foyer de l'Âme                   | 11e arrondissement de Paris | 7 bis rue du Pasteur-Wagner                              | 48° 51′ 22″ nord, 2° 22′ 10″ est | « EA75000002 » |                   | 2011      | Temple protestant du Foyer de l'Âme                   |
| Synagogue Don Isaac Abravanel                         | 11e arrondissement de Paris | 86 Rue de la Roquette                                    | 48° 51′ 21″ nord, 2° 22′ 35″ est | « EA75000003 » |                   | 2011      | Synagogue Don Isaac Abravanel                         |
| Immeuble                                              | 12e arrondissement de Paris | 11, 15 rue Erard                                         | 48° 50′ 45″ nord, 2° 23′ 06″ est | « EA75000005 » |                   | 2008      | Image manquante Téléverser                            |
| Église Saint-Éloi de Paris                            | 12e arrondissement de Paris | 3 place Maurice-de-Fontenay                              | 48° 50′ 29″ nord, 2° 24′ 41″ est | « EA75000004 » |                   | 2011      | Église Saint-Éloi de Paris                            |
| Chapelle Notre-Dame-de-la-Sagesse                     | 13e arrondissement de Paris | 8 rue Abel-Gance                                         | 48° 50′ 09″ nord, 2° 22′ 27″ est | « EA75000009 » |                   | 2011      | Chapelle Notre-Dame-de-la-Sagesse                     |
| Couvent Saint-Jacques de Paris                        | 13e arrondissement de Paris | 20 Rue des Tanneries                                     | 48° 49′ 59″ nord, 2° 20′ 45″ est | « EA75000007 » |                   | 2011      | Couvent Saint-Jacques de Paris                        |
| Îlot des Hautes Formes                                | 13e arrondissement de Paris | rue des Hautes Formes                                    | 48° 49′ 40″ nord, 2° 21′ 55″ est | « EA75000008 » |                   | 2008      | Image manquante Téléverser                            |
| Église Saint-Marcel de Paris                          | 13e arrondissement de Paris | 82 Boulevard de l'Hôpital                                | 48° 50′ 14″ nord, 2° 21′ 35″ est | « EA75000006 » |                   | 2011      | Église Saint-Marcel de Paris                          |
| Siège du Droit humain international                   | 13e arrondissement de Paris | 5 rue Jules Breton                                       | 48° 50′ 17″ nord, 2° 21′ 29″ est | « PA75130006 » | Inscrit MH (2013) | 2013      | Siège du Droit humain international                   |
| Immeuble d'habitation Maine-Montparnasse II           | 14e arrondissement de Paris | rue du Commandant-Mouchotte                              | 48° 50′ 19″ nord, 2° 19′ 13″ est | « EA75000011 » |                   | 2008      | Immeuble d'habitation Maine-Montparnasse II           |
| Immeuble                                              | 14e arrondissement de Paris | 21 rue Gazan                                             | 48° 49′ 22″ nord, 2° 20′ 26″ est | « PA75140015 » | Inscrit MH (2013) | 2013      | Immeuble                                              |
| Immeuble                                              | 14e arrondissement de Paris | 11, 11bis rue Victor-Schœlcher 12 rue Victor-Considérant | 48° 50′ 09″ nord, 2° 19′ 50″ est | « PA75140016 » | Inscrit MH (2014) | 2014      | Immeuble                                              |
| Église Notre-Dame-du-Rosaire de Paris                 | 14e arrondissement de Paris | 194 rue Raymond-Losserand                                | 48° 49′ 45″ nord, 2° 18′ 28″ est | « EA75000010 » |                   | 2011      | Église Notre-Dame-du-Rosaire de Paris                 |
| Boucherie                                             | 15e arrondissement de Paris | 178 rue de la Convention                                 | 48° 50′ 17″ nord, 2° 17′ 39″ est | « PA00086645 » | Inscrit           | 2017      | Boucherie                                             |
| Église Notre-Dame-de-l'Arche-d'Alliance               | 15e arrondissement de Paris | 31 rue d'Alleray                                         | 48° 50′ 14″ nord, 2° 18′ 09″ est | « EA75000015 » |                   | 2011      | Église Notre-Dame-de-l'Arche-d'Alliance               |
| Synagogue Chasseloup-Laubat                           | 15e arrondissement de Paris | 14 rue Chasseloup-Laubat                                 | 48° 50′ 51″ nord, 2° 18′ 17″ est | « EA75000012 » |                   | 2011      | Synagogue Chasseloup-Laubat                           |
| Église Notre-Dame-de-la-Salette de Paris              | 15e arrondissement de Paris | 38 rue de Cronstadt                                      | 48° 50′ 01″ nord, 2° 18′ 00″ est | « EA75000014 » |                   | 2011      | Église Notre-Dame-de-la-Salette de Paris              |
| Église Saint-Léon de Paris                            | 15e arrondissement de Paris | 29 rue Dupleix                                           | 48° 51′ 05″ nord, 2° 17′ 47″ est | « EA75000013 » |                   | 2011      | Église Saint-Léon de Paris                            |
| Atelier du sculpteur Quillivic                        | 16e arrondissement de Paris | 73 boulevard de Montmorency                              | 48° 51′ 01″ nord, 2° 15′ 43″ est | « PA75160009 » | Inscrit           | 2016      | Atelier du sculpteur Quillivic                        |
| Hôtel Mezzara                                         | 16e arrondissement de Paris | 60 rue Jean-de-La-Fontaine                               | 48° 51′ 02″ nord, 2° 16′ 15″ est | « PA00086674 » | Classé            | 2016      | Hôtel Mezzara                                         |
| Place de la Porte-de-Saint-Cloud                      | 16e arrondissement de Paris | place de la Porte-de-Saint-Cloud                         | 48° 50′ 17″ nord, 2° 15′ 25″ est | « PA75160008 » | Inscrit           | 2016      | Place de la Porte-de-Saint-Cloud                      |
| Chapelle Saint-Joseph des Épinettes                   | 17e arrondissement de Paris | 38 rue des Épinettes                                     | 48° 53′ 47″ nord, 2° 19′ 25″ est | « EA75000017 » |                   | 2011      | Image manquante Téléverser                            |
| Église Saint-Ferdinand des Ternes                     | 17e arrondissement de Paris | 5 rue Saint-Ferdinand                                    | 48° 52′ 43″ nord, 2° 17′ 24″ est | « EA75000016 » |                   | 2011      | Église Saint-Ferdinand des Ternes                     |
| Église Saint-Michel des Batignolles                   | 17e arrondissement de Paris | 1 place Saint-Jean 14 bis rue Saint-Jean                 | 48° 53′ 20″ nord, 2° 19′ 28″ est | « PA75170007 » | Inscrit           | 2016      | Église Saint-Michel des Batignolles                   |
| Église orthodoxe Saint-Serge de Paris                 | 19e arrondissement de Paris | 93 rue de Crimée                                         | 48° 53′ 00″ nord, 2° 23′ 02″ est | « EA75000018 » |                   | 2011      | Église orthodoxe Saint-Serge de Paris                 |
| Orgues de Flandre                                     | 19e arrondissement de Paris | 67, 107 avenue de Flandre                                | 48° 53′ 22″ nord, 2° 22′ 28″ est | « EA75000020 » |                   | 2008      | Orgues de Flandre                                     |
| Église Notre-Dame-de-l'Assomption-des-Buttes-Chaumont | 19e arrondissement de Paris | 80 rue de Meaux                                          | 48° 53′ 03″ nord, 2° 22′ 41″ est | « EA75000019 » |                   | 2011      | Église Notre-Dame-de-l'Assomption-des-Buttes-Chaumont |
| Synagogue dite temple israélite de Belleville         | 20e arrondissement de Paris | 75 rue Julien-Lacroix                                    | 48° 52′ 14″ nord, 2° 23′ 03″ est | « EA75000021 » |                   | 2011      | Synagogue dite temple israélite de Belleville         |
| Édicules Guimard                                      |                             |                                                          | à géolocaliser                   |                | Inscrit           | 1978 2016 | Édicules Guimard                                      |